# Thrixspermum zollingeri
Thrixspermum zollingeri är en orkidéart som först beskrevs av Heinrich Gustav Reichenbach, och fick sitt nu gällande namn av Heinrich Gustav Reichenbach. Thrixspermum zollingeri ingår i släktet Thrixspermum och familjen orkidéer.
Artens utbredningsområde är Java. Inga underarter finns listade i Catalogue of Life.